# Паоло Тосканели
Паоло Тосканели (на италиански: Paolo dal Pozzo Toscanelli) е флорентински учен, известен с приносите си в областта на астрономията, медицината, географията и математиката. Превежда книгата „География“ на Клавдий Птолемей.

## Биография
Роден е на 21 април 1397 година във Флоренция, Италия. Учи в Падуанския университет, където изучава математика и завършва медицина.
Става известен с кореспонденцията, която води с Христофор Колумб. Както се счита, Тосканели изпраща писмо през 1474 година до португалския кралски двор, с мнението, че Земята е кълбо, и твърдението, че до Индия може да се достигне през Атлантическия океан, с приложено към писмото карта. Узнавайки за това писмо, Колумб моли Тосканели за копие на писмото. Както е известно днес, Тосканели допуска грешка, като двойно увеличава размерите на Азия и по този начин двойно съкращава предполагащото се разстояние от Лисабон до Япония.
В областта на астрономията Тосканели провежда систематични измервания на положенията на кометите, занимава се с морска навигация по звездите. Построява в катедралата „Санта Мария дел Фиоре“ близо до Флоренция гномон, с помощта на който определя, с точност до половин минута, местното часово време. Тези изследвания му помагат да определи дължината на земния меридиан и при изработката на карти.
Умира на 10 май 1482 година в Пиза на 85-годишна възраст.